# Chreschtschatyj-Park
Koordinaten: 50° 27′ 11″ N, 30° 31′ 53″ O
Der Chreschtschatyj-Park (ukrainisch Хрещатий парк) ist ein Park mit einer Fläche von 11,8 Hektar im Zentrum der ukrainischen Hauptstadt Kiew.

## Lage
Der Park erstreckt sich zwischen dem Europäischen Platz, der Nationalen Philharmonie der Ukraine und dem Freiheitsbogen des ukrainischen Volkes  bis an den Dnepruferweg und dem Gelände des Walerij-Lobanowskyj-Stadions.

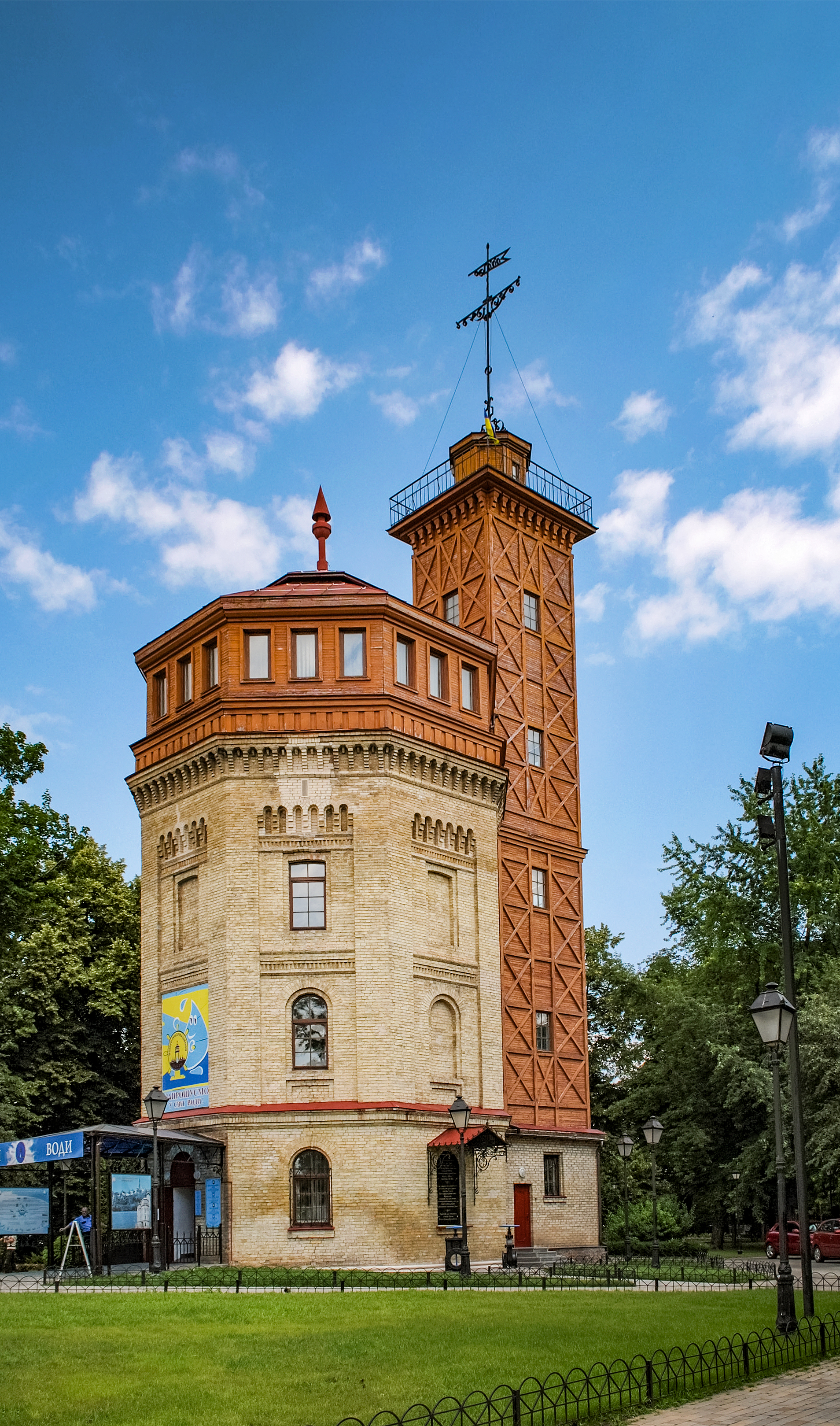
Wasserturm im Park mit Wasser-Informations-Zentrum

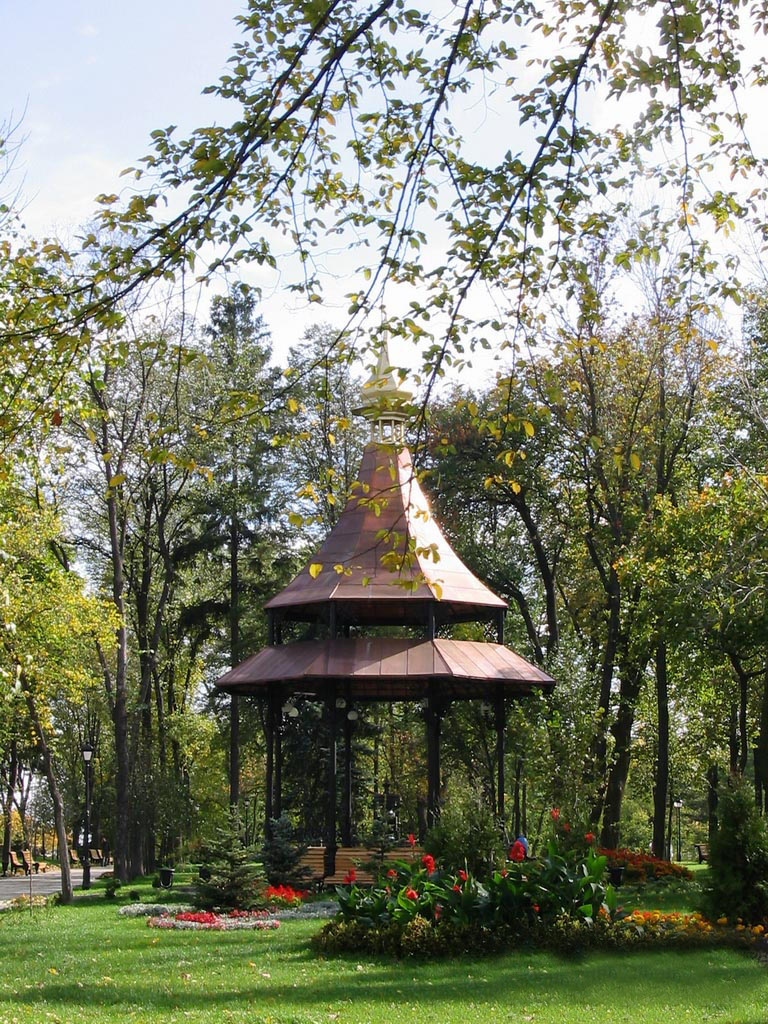
Pavillon im Park

## Geschichte
Der Park wurde als Teil der Zarengärten auf Befehl der Zarin Elisabeth im Jahre 1743 angelegt. 1872 wurde im damaligen Zarenpark ein erster und 1876 ein zweiter Wasserturm erbaut. 2003 wurde der Wasserturm von 1876 wieder aufgebaut. 2005 wurde das Gebäude des Staatlichen akademischen Puppentheaters, das die Form eines Märchenschlosses hat, im Park eröffnet. Der Park hieß ab 1918 Park des Proletariats, später wurde er in Park der Pioniere umbenannt und seit 1992 trägt er seinen heutigen Namen.